# 波波里方尖碑

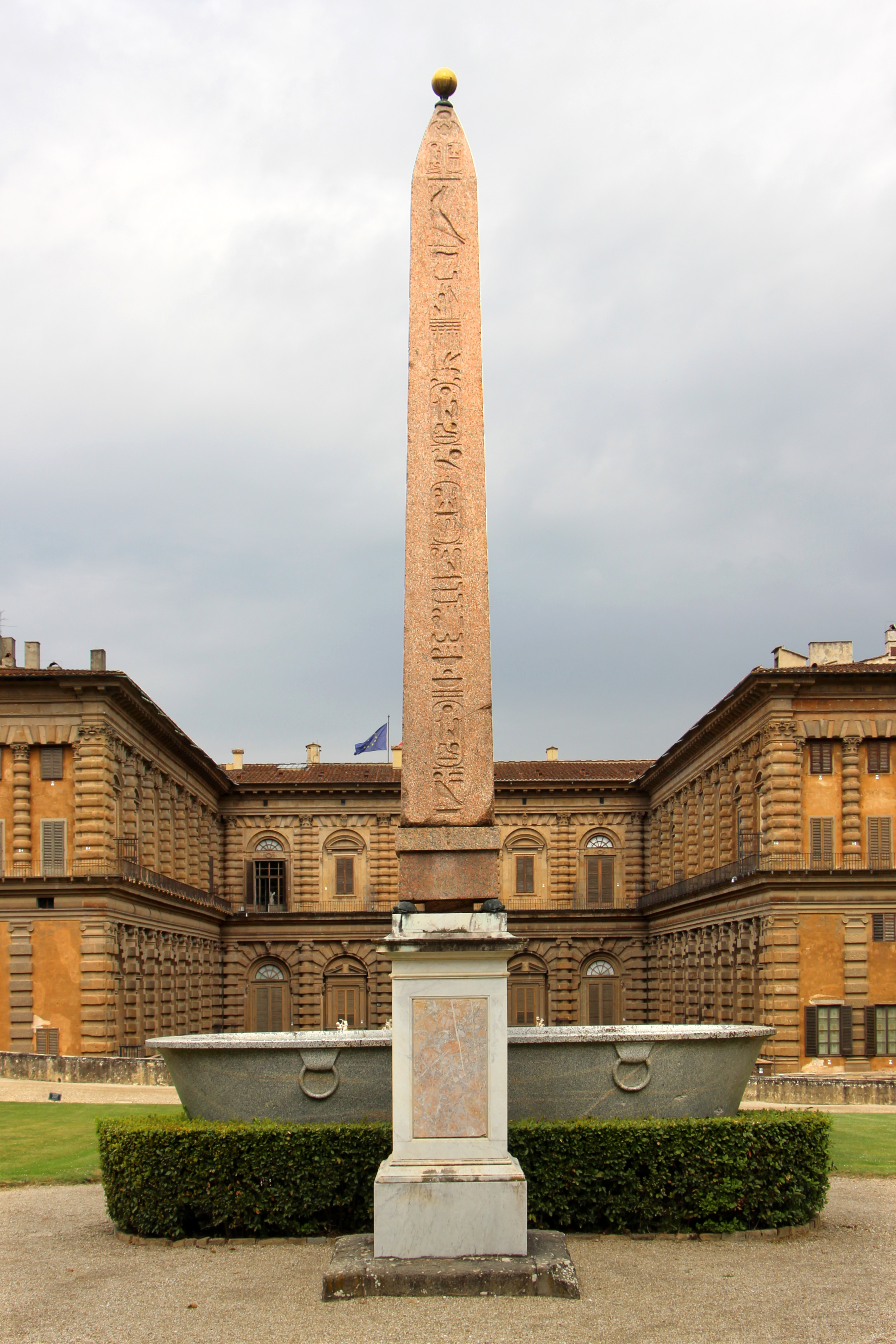
波波里方尖碑和背后的碧提宫，方尖碑旁边是水槽。

波波里方尖碑（義大利語：Boboli obelisk），也被称为美第奇方尖碑，是一座古埃及花岗岩方尖碑，18世纪时从罗马被搬到佛罗伦萨，现矗立在佛罗伦萨的波波里花园。

## 历史

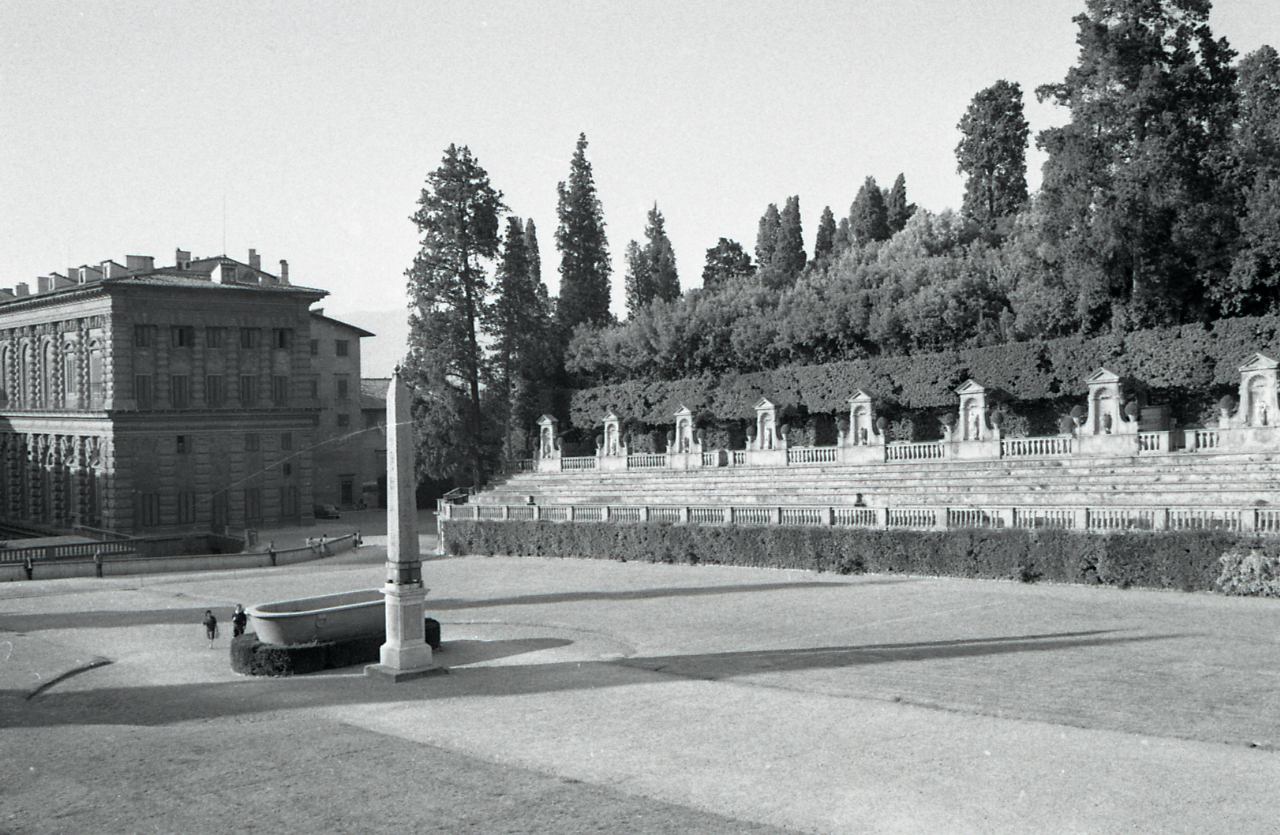
碧提宫（左）和波波里花园的方尖碑。1965年保罗·蒙蒂拍摄。

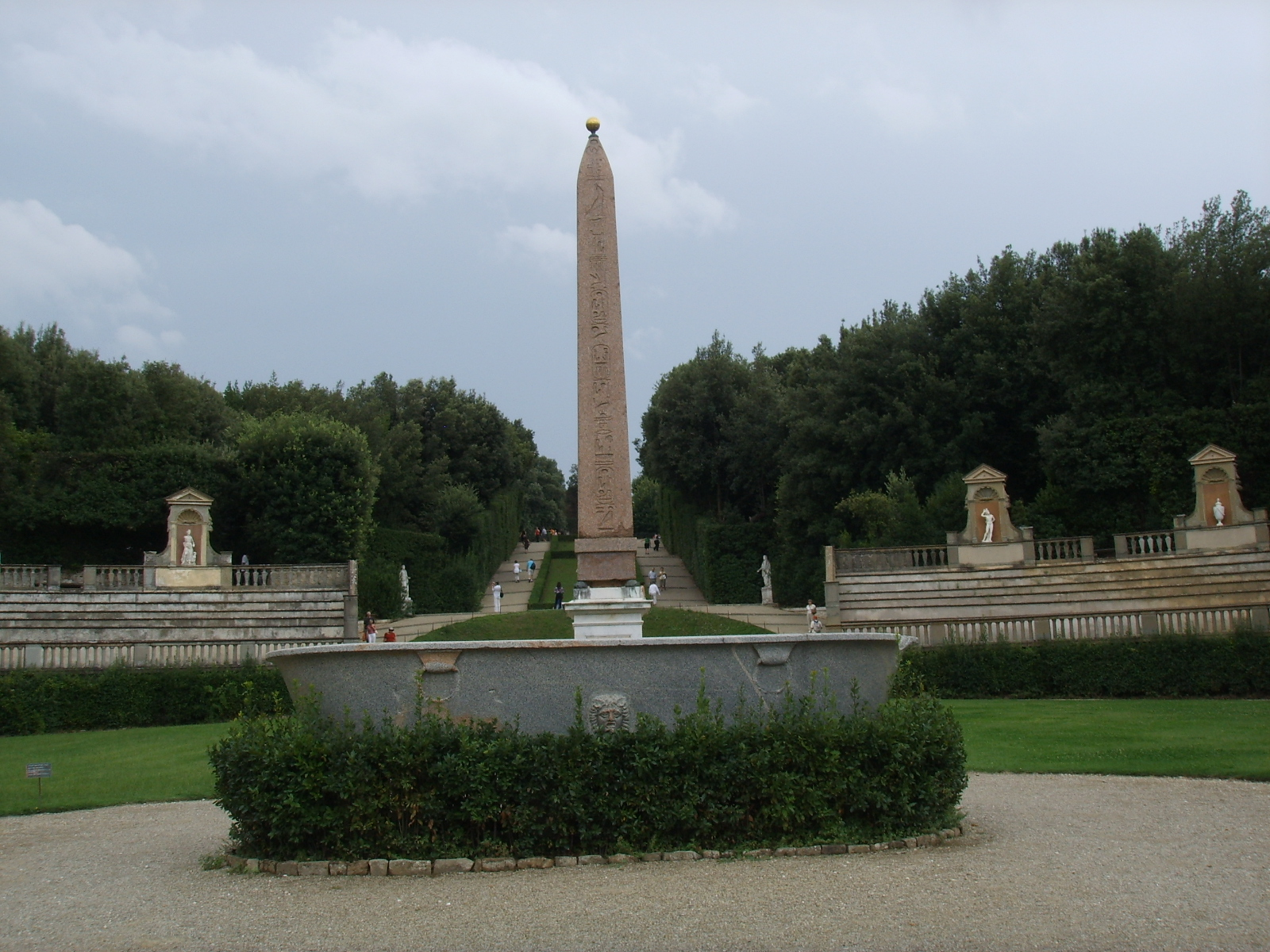
从宫殿看方尖碑

波波里方尖碑是用来自阿斯旺的花岗岩雕刻的，铭文显示方尖碑被用来献给赫利奥波利斯的主神阿图姆。它被认为是在拉美西斯二世统治期间建造的。公元一世纪，图密善将它搬到罗马，并与其他三座在罗马的方尖碑一起被放置在战神广场的伊西斯神庙中，这三座方尖碑分别是多加利方尖碑，万神殿殿前的方尖碑和圣密涅瓦广场前面的方尖碑。
16世纪，红衣主教费迪南多一世·德·美第奇在罗马购买了这座6米高的方尖碑，并将其放置在美第奇别墅的花园中。这之后蒙，当洛林大公彼得利奥波德成为托斯卡纳大公时，他将美第奇别墅中的许多艺术品都转移到佛罗伦萨。 1788年，他带走了重达9吨的方尖碑，方尖碑被首先运往利沃诺，然后通过陆路前往佛罗伦萨，全程历时四个月。他还搬走了与波波里方尖碑有关的古罗马花岗岩水槽。
1790年，在波波里花园靠近中轴线的圆形剧场附近，方尖碑被重新树立起来。 1840年，一个古罗马的花岗岩水槽也被放到了方尖碑前边，方尖碑和水槽的连接处由Pasquale Poccianti设计。 方尖碑顶部是一个镀金的球体，底部有四只乌龟驮着方尖碑。

在方尖碑上的铭文中可以看到拉美西斯二世的名字，还有他的称谓“伟大的领主，一切土地的拥有者，国王，图姆和阿图姆的智慧之子”，这表明方尖碑来自于赫里奥波利斯。